# Lampetis fastuosa
Lampetis fastuosa es una especie de escarabajo del género Lampetis, familia Buprestidae. Fue descrita científicamente por Fabricius en 1775.
Se encuentra en el sur de la India.

## Descripción
Puede alcanzar una longitud de 20 a 25 milímetros (0,79 a 0,98 pulgadas). El color básico es verde azulado metálico brillante. La cabeza es rugosa y los élitros convexos, con filas de puntos distintos. Esta especie se considera un insecto destructivo. En la India defolia los brotes jóvenes y desgasta la corteza de Acacia nilotica y Acacia catechu.